# نجدعلي غريب (حزم العدين)

تعديل مصدري - تعديل

نجدعلي غريب محلة تابعة لقرية شعبة، التابعة لعزلة يريس بمديرية حزم العدين إحدى مديريات محافظة إب في الجمهورية اليمنية، بلغ تعداد سكانها 67 حسب تعداد اليمن لعام 2004.